# Къща музей „Захарий Стоянов“
Къщата музей „Захари Стоянов“ се намира в Русе.
В нея са представени експозиции за Българското Възраждане, църковно-просветните и националноосвободителните борби в Русенския край, за семейство Обретенови - семейството на Баба Тонка, както и за живота и делото на летописеца на Априлското въстание Захарий Стоянов.
Музеят е сред 100-те национални туристически обекта.